# Neil Malik Abdullah

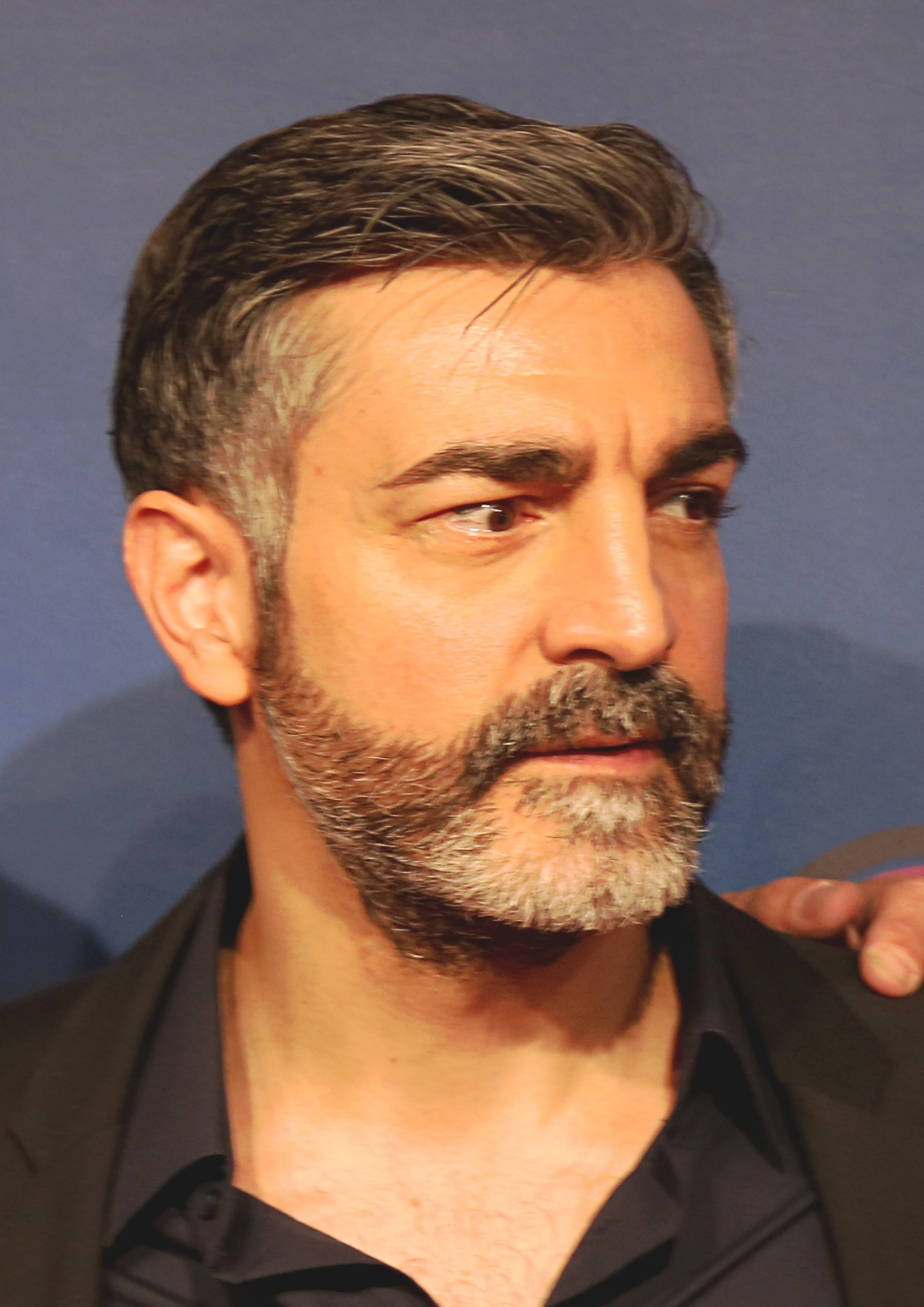
Neil Malik Abdullah (2017)

Neil Malik Abdullah (* 1977 in Schwaz, Tirol) ist ein österreichischer Schauspieler.

## Leben
Neil Malik Abdullah hat arabische, türkische und griechische Vorfahren. Er wurde als Sohn griechisch-orthodoxer Eltern mit syrischen Wurzeln, die aus der Türkei nach Österreich ausgewandert waren, geboren. Er wuchs in Deutschland auf. Von 2002 bis 2005 absolvierte Abdullah seine Schauspielausbildung an der Schule für Schauspiel Hamburg. Außerdem besuchte er Meisterklassen am HB Studio (Herbert Berghof Studio) in New York City sowie am Sanford Meisner Center und am Meisner Studio in Los Angeles.
Abdullah ist seit 2003 als Darsteller in Kinofilmen, Fernsehfilmen und Fernsehserien aktiv. Er verkörperte dabei aufgrund seines mediterranen Aussehens insbesondere orientalische Charaktere aus der Türkei, dem Nahen Osten, dem Mittleren Osten, aber auch Figuren aus Südeuropa. Er wirkte in mehreren internationalen Kino- und Filmprojekten mit, u. a. in dem britischen Fernsehfilm The Hamburg Cell (2004). In diesem Film verkörperte er den radikalen Islamisten Ahmed al-Haznawi, einen der Entführer des United-Airlines-Fluges 93 bei den Terroranschlägen am 11. September 2001. Im Kinofilm Chiko (2008), der von Fatih Akins Produktionsfirma Corazón International produziert wurde, erhielt Abdullah die Rolle des Samir, die eigens für ihn noch in das Drehbuch hineingeschrieben wurde. In dem Kinofilm Kaddisch für einen Freund (2012), der 2013 den Deutschen Filmpreis in der Kategorie „Bester programmfüllender Kinderfilm“ erhielt, spielte Abdullah die Rolle des Walid, einen in Deutschland geduldeten Palästinenser.
Im Bremer Tatort-Krimi Schwelbrand (2007) spielte er den Plakatkleber Ahmed Aksu, der aufgrund seines ausländischen Aussehens von Bremer Neo-Nazis im Vorfeld eines Rockkonzerts lebensgefährlich verletzt wird. 
In dem Fernsehfilm Die Akte Golgatha (2010) hatte er eine Nebenrolle als Bösewicht Nabot. Abdullah wurde auch in der Folgezeit häufig, u. a. in den Serien SOKO Leipzig (2010), Die Pfefferkörner (2012) und Großstadtrevier (2013) in zwielichtigen, kriminellen Rollen mit arabischer oder türkischer Herkunft besetzt.
In dem Fernsehfilm Nele in Berlin, der erstmals im März 2015 in der ZDF-Fernsehreihe „Herzkino“ zu sehen war, spielte er, an der Seite von Katharina Müller-Elmau, den iranischen Taxifahrer und Ex-Studenten Ajmal. In der 7. Staffel der ZDF-Serie SOKO Stuttgart (2016) spielte er in einer Episodenrolle den tatverdächtigen Ex-Lover einer erfolgreichen Krimiautorin (Sunnyi Melles). In der RTL-Comedyserie Magda macht das schon! (2017) verkörperte er den arabischen Busfahrer Nadir. In der ARD-Fernsehreihe Der Zürich-Krimi (2019) spielte er in einer Schlüsselrolle den aus Syrien stammenden Imam Sheik Ibrahim Al-Khatib. In der vom SWR für das Medienangebot funk produzierten Dramedy-Serie Patchwork Gangsta (2019) von Christian Karsch und Eric Hordes spielte Abdullah neben Katy Karrenbauer den Part des Bösewichts. 
Von 2020 bis 2023 war in den ersten 4 Staffeln der ZDF-Krimiserie Blutige Anfänger als libanesischstämmiger Leiter der Mordkommission Sami Malouf zu sehen. In der 26. Staffel der TV-Serie In aller Freundschaft (2023) war er als Vater der Krankenschwester Jasmin Hatem (Leslie-Vanessa Lill) zu sehen. In der 6. Staffel der TV-Serie Die Kanzlei (2024/25) spielt er Demir Bakhash, den Betreiber eines Hamburger Fitnessstudios und „Love Interest“ der Rechtsanwältin Isabel von Brede (Sabine Postel).
Im Oktober 2021 beteiligte er sich an der YouTube-Videoaktion Alles auf den Tisch gegen Freiheitsbeschränkungen während der COVID-19-Pandemie in Deutschland.
Abdullah besitzt neben der österreichischen Staatsangehörigkeit auch die türkische Staatsbürgerschaft. Zu seinen Hobbys gehören Boxen und Bō (Japanischer Stockkampf). Er lebt in Hamburg-Lurup und in Berlin.

## Filmografie (Auswahl)
- 2003: Hilfe, ich bin Millionär (Fernsehfilm)
- 2004: The Hamburg Cell (Fernsehfilm)
- 2007: Tatort: Schwelbrand (Fernsehreihe)
- 2008: GSG 9 – Ihr Einsatz ist ihr Leben (Fernsehserie, Folge Transatlantische Freundschaft)
- 2008: Chiko (Kino)
- 2009: Lasko – Die Faust Gottes (Fernsehserie, Folge Der Ölprinz)
- 2010: SOKO Leipzig (Fernsehserie, Folge Familiensache)
- 2010; 2020: Notruf Hafenkante (Fernsehserie, zwei Folgen, verschiedene Rollen)
- 2010: Die Akte Golgatha (Fernsehfilm)
- 2011: Jack Taylor – Gefallene Mädchen (Fernsehreihe)
- 2011: Der Kriminalist (Fernsehserie, Folge Sucht)
- 2011: Kein Sex ist auch keine Lösung (Kino)
- 2012: Unser Charly (Fernsehserie, Folge Fremde Federn)
- 2012: Kaddisch für einen Freund (Kino)
- 2012: Der Dicke (Fernsehserie, Folgen Verlustgeschäfte)
- 2012–2016: Die Pfefferkörner (Fernsehserie, verschiedene Rollen, 16 Folgen)
- 2012: Karim (Kurzfilm)
- 2013: Großstadtrevier (Fernsehserie, Folge Wer einmal zahlt, zahlt immer)
- 2013: In aller Freundschaft (Fernsehserie, Folge Gewissensnöte)
- 2014: Alarm für Cobra 11 – Die Autobahnpolizei (Fernsehserie, Folge 1983)
- 2015: Nele in Berlin (Fernsehfilm)
- 2015: Wilsberg – Bittere Pillen (Fernsehreihe)
- 2016: SOKO Stuttgart (Fernsehserie, Folge Mord mit Stil)
- 2016: Frauen (Kinofilm)
- 2016: Tatort: Zorn Gottes (Fernsehreihe)
- 2017–2021: Magda macht das schon! (Fernsehserie)
- 2017: Kein Herz für Inder (Kino)
- 2017: Hexe Lilli rettet Weihnachten (Kino)
- 2017: Brüder (Fernsehfilm)
- 2018: 4 Blocks (Fernsehserie)
- 2019: Der Bulle und das Biest (Fernsehserie, eine Folge)
- 2019: Der Zürich-Krimi: Borchert und die mörderische Gier (Fernsehreihe)
- 2019: Patchwork Gangsta (Fernsehserie)
- 2019: 3 Engel für Charlie (Charlie’s Angels)
- 2020: Ein starkes Team: Scharfe Schnitte (Fernsehreihe)
- 2020: Das Unwort (Fernsehfilm)
- 2020: Der Kommissar und die Wut (Fernsehfilm)
- 2020–2023: Blutige Anfänger (Fernsehserie)
- 2021: Mutter, Kutter, Kind (Fernsehfilm)
- 2022: Die Kanzlei (Fernsehserie, Folgen Auf der Flucht, Spurlos, Gratwanderung)
- 2023: In aller Freundschaft (Fernsehserie, Folge Meine Wahrheit, deine Wahrheit)
- 2024: Wendland: Stiller und der rote Faden
- 2024, 2025: Die Kanzlei (Fernsehserie, Folgen Leichte Beute, Nackte Tatsachen, Ein tiefer Fall, Wo die Liebe hinfällt, Unter Feinden, Ein schwerer Schlag)
- 2024: Der Usedom-Krimi: Emma (Fernsehreihe)